# Nueve de Julio (partido)
Nueve de Julio (Partido de Nueve de Julio) is een partido in de Argentijnse provincie Buenos Aires. Het bestuurlijke gebied telt 45.998 inwoners.

## Plaatsen in partido Nueve de Julio
- Alfredo Demarchi
- Bacacay
- Carlos María Naón
- Doce de Octubre
- Dudignac
- Fauzón
- La Aurora
- Manuel B. Gonnet
- Marcelino Ugarte
- Morea
- Norumbega
- Nueve de Julio
- Patricios
- Villa General Fournier